# Brandscheid, Westerwald
Brandscheid là một đô thị thuộc một ‘‘Verbandsgemeinde’’ - ở huyện Westerwald trong bang Rheinland-Pfalz, Đức. Đô thị Brandscheid, Westerwaldkreis có diện tích 3,03 km².
Brandscheid nằm ở sườn núi phía tây Westerburg. 